# Molenakker (Weert)

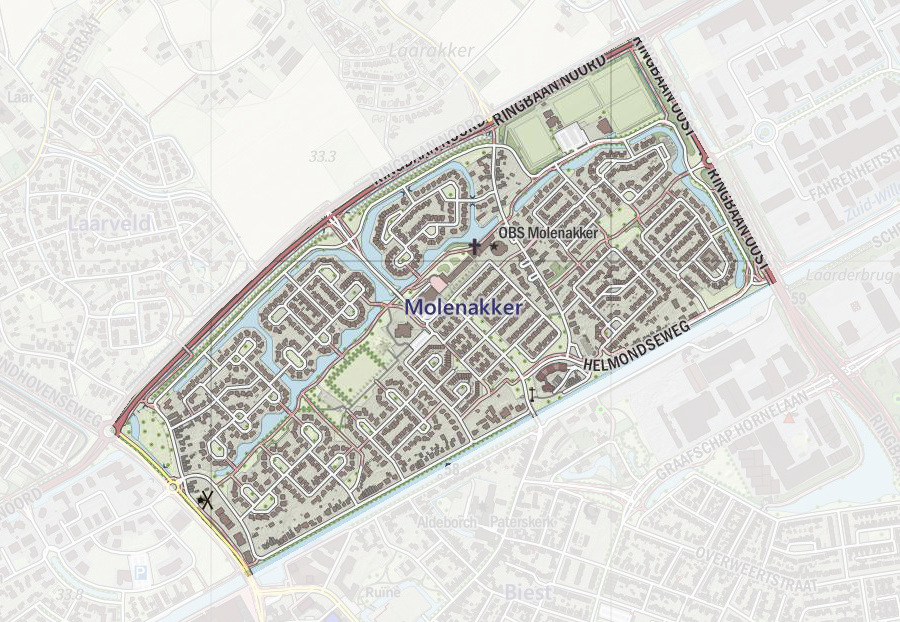
Kaart van Molenakker (2022)

Molenakker (Limburgs: Muuëlenakker) is een wijk in het noordoosten van Weert. De wijk is tussen 1985 en 1995 gebouwd. Het is een laat voorbeeld van een bloemkoolwijk en ligt als een soort eiland omsloten door de Ringbaan-Noord, Ringbaan-Oost, Eindhovenseweg en de Zuid-Willemsvaart. De wijk beslaat zo'n honderdvijftien hectare. De naam Molenakker is afgeleid de Wilhelmus-Hubertusmolen, die in het uiterste westen van de wijk ligt. De wijk kent een bescheiden centrum met onder andere een supermarkt maar is qua voorzieningen grotendeels georiënteerd op het nabijgelegen stadscentrum van Weert. Molenakker heeft een ruim opgezet, groen karakter met bebouwing in hofjes en als eerste wijk in Weert veel water.
Ten noorden van de wijk wordt tussen Molenakker, de buurtschap Hushoven en het kerkdorp Laar de nieuwe woonwijk Laarveld gerealiseerd.

## Fotogalerij

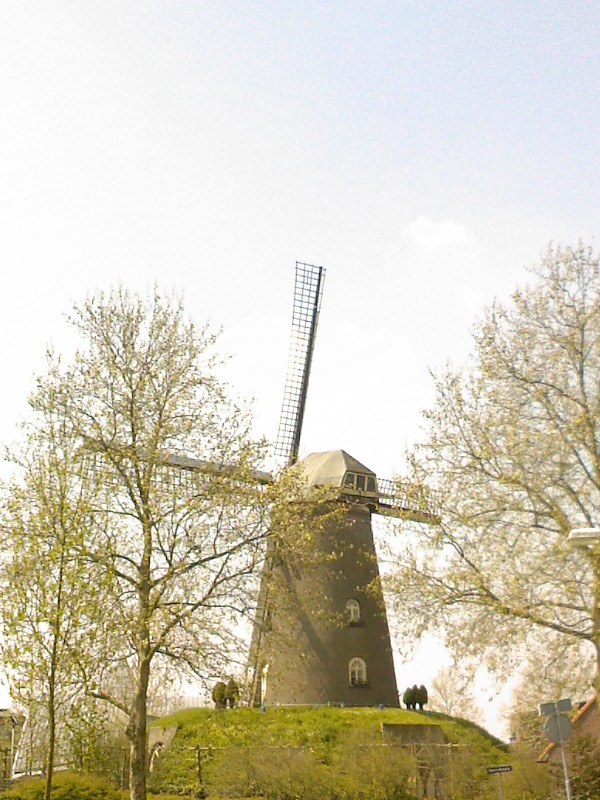
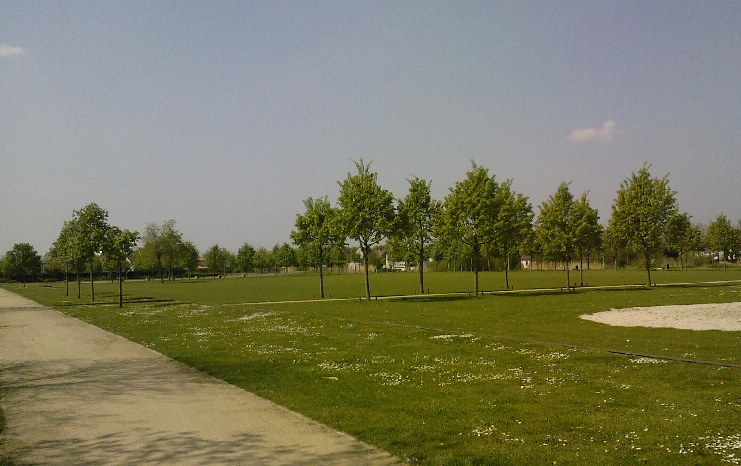
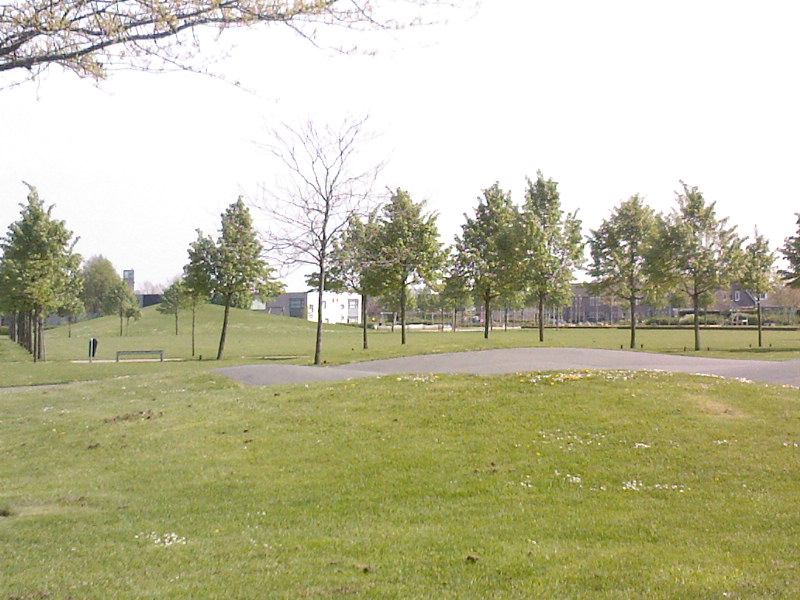
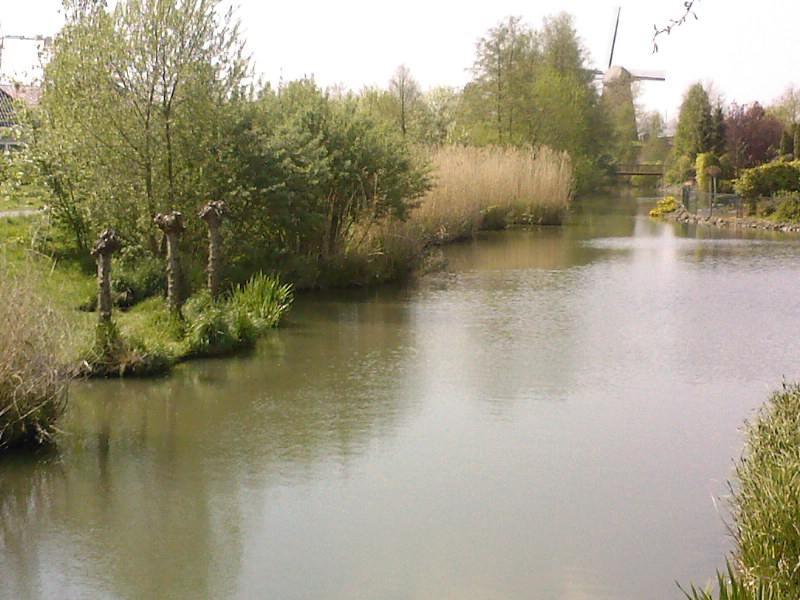

Stad: Weert

Kerkdorpen: Altweerterheide · Laar · Stramproy · Swartbroek · Tungelroy 

Buurtschappen: Altweert · Bosven · Breyvin · Castert · Crixhoek · De Berg · De Boberden · De Horst · Dijkerstraat · Hei · Houtbroek · Hushoven · Oud-Boshoven · Rietbroek · Vlootkant · Wisbroek

Woonwijken: Boshoven (Vrakker · Oda · Oud-Boshoven) · Laarveld · Molenakker · Kampershoek · Fatima · Weert-Centrum · Biest · Groenewoud · Leuken (Vrouwenhof · Leuken-Noord) · Keent (Parkhof) · Moesel · Graswinkel · Rond de Kazerne (Altweert · Boshoverbeek) 

Limburg: Steden en dorpen      Nederland: Provincies · Gemeenten